# 공립 대학

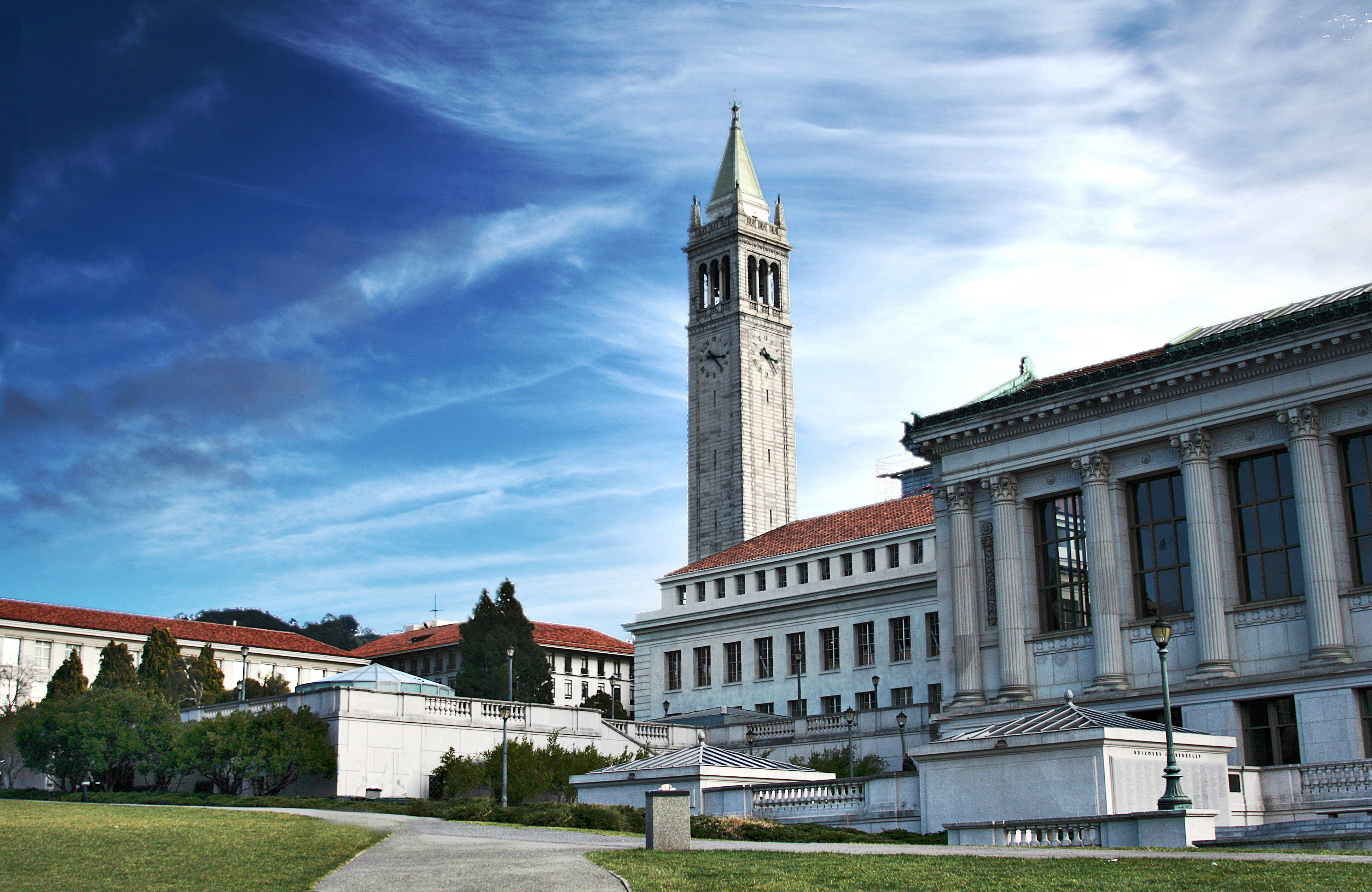

공립 대학(公立大學, 영어: public university, public college)은 지방 정부가 설립한 대학이다. 대한민국과 일본에서는 국립 대학을 공립 대학으로 치지 않기도 한다. 각 도시와 지방 정부의 교육 정책과 규모에 따라 하나의 지역에 하나가 있거나 여러 개가 있을 수 있다. 대한민국 교육법(1997.12.13 타법폐지) 제83조 1항은 공립 학교의 종류로 시립·도립·군립·자치구립을 들고 있고, 고등교육법 제3조는 시립·도립을 들고 있다.

## 각국의 공립 대학

### 대한민국
고등교육법에 의해 국립대학은 공립대학으로 치지 않는다. 고등교육법에는 광역행정부만 대학을 설립한다고 명시한 조항은 없으나 일반시가 설립한 공립대학은 없다.
- 서울시립대학교
- 강원도립대학교
- 경남도립거창대학
- 경남도립남해대학
- 전남도립대학교
- 충남도립대학교
- 충북도립대학교

(이하 국가 한글 순)

### 미국
미국에는 연방정부가 운영하는 국립대학은 얼마 되지 않는다. 연방정부의 인가를 받은 유일한 국립대학으로는 미국 국방부 산하 5개 사관학교 및 미국 내무부 산하 아메리카 원주민청 관할의 하스켈 원주민국 대학교(Haskell Indian Nations University)가 있다. 이외에 DC자치법에 따라 연방 의회로부터 권한을 양도 받은 DC정부 관할의 공립대학인 컬럼비아 특별구 대학교(University of the District of Columbia)가 있다.
이외 대부분의 공립대학은 주(州) 정부에 의해 설립, 운영되는 주립대학이다. 미국의 각 주에는 최소 한 개의 공립대학교가 있고, 주에 따라서는 30개 이상의 공립대학이 있기도 하다. 미국에 아이비리그를 비롯한 명문 사립대학이 다수 있듯이, 일부 명망 있는 미국 공립대학을 엄선하여 퍼블릭 아이비(Public Ivy)로 지칭하며, 여기에는 전통적으로 다음 8개 학교가 포함된다(영문 알파벳순):
- 윌리엄 & 메리 대학교 (College of William & Mary)
- 캘리포니아 대학교 (University of California)
- 마이애미 대학교 (오하이오주) (Miami University-Oxford)
- 미시간 대학교 (University of Michigan)
- 노스캐롤라이나 대학교 채플힐 (University of North Carolina at Chapel Hill)
- 텍사스 대학교 오스틴 (The University of Texas at Austin)
- 버몬트 대학교 (University of Vermont)
- 버지니아 대학교 (University of Virginia)

이외에도 다음과 같은 공립대학이 꼽힌다(영문 알파벳순):
- 애리조나 대학교 (University of Arizona)
- 콜로라도 대학교 볼더 (University of Colorado Boulder)
- 코네티컷 대학교 (University of Connecticut)
- 델라웨어 대학교 (University of Delaware)
- 플로리다 대학교 (University of Florida)
- 조지아 대학교 (University of Georgia)
- 조지아 공과대학교 (Georgia Institute of Technology)
- 일리노이 대학교 어배너-섐페인 (University of Illinois Urbana-Champaign)
- 인디애나 대학교 블루밍턴 (Indiana University Bloomington)
- 아이오와 대학교 (University of Iowa)
- 메릴랜드 대학교 (University of Maryland, College Park)
- 미시간 주립 대학교 (Michigan State University)
- 미네소타 대학교 (University of Minnesota, Twin Cities)
- 플로리다 뉴 칼리지 (New College of Florida)
- 오하이오 주립 대학교 (The Ohio State University)
- 펜실베이니아 주립 대학교 (Pennsylvania State University)
- 피츠버그 대학교 (University of Pittsburgh)
- 럿거스 대학교 (Rutgers University)
- 뉴욕 주립 대학교 (State University of New York)
  - 뉴욕 주립 대학교 빙엄턴 (Binghamton University-SUNY)

- 워싱턴 대학교 (University of Washington)
- 위스콘신 대학교 매디슨 (University of Wisconsin-Madison)

### 영국
모든 주요 종합대학

### 유럽 대륙
모든 주요 종합대학

### 일본
다른 공립 대학은 일본의 대학 목록 참고.
- 기타큐슈 시립 대학
- 기후 약과대학
- 나고야 시립 대학
- 수도대학 도쿄
- 시모노세키 시립 대학
- 오사카 시립 대학
- 요코하마 시립 대학
- 후쿠오카 현립 대학
- 현립 히로시마 대학

### 조선민주주의인민공화국
거의 대부분이 국공립 대학이다. 국립대학인 중앙대학은 조선민주주의인민공화국의 대학들 중 내각 교육성이 직할하는 대학이며 시ㆍ도인민위원회 산하 교육위원회가 관할하는 대학은 지방대학이다.

### 중화인민공화국
- 홍콩 시립 대학

### 캐나다
모든 주요 종합대학

### 호주
모든 주요 종합대학

## 같이 보기
- 국립 대학
- 사립 대학
- 산업 대학
- 기술 대학